# Stilkege-krat
Stilkegekrat er en form for bevoksning på mager, sur bund, med forholdsvis små træer, hvor stilk-eg er dominerende træart. Når stilkegene får lov til at vokse sig store, kan man tale om egeskov. Stilkegekrat er betegnelsen for en naturtype i Natura 2000-netværket, med nummeret 9190.
Stilkegekrat findes i hele Danmark, mest udpræget i de vestlige egne.

## Plantearter
- smalbladet mangeløv,
- almindlig engelsød,
- kratfladbælg,
- skovsyre,
- pillestar,
- almindelig gyldenris,
- krybende hestegræs,
- smalbladet høgeurt,
- almindelig gedeblad,
- liljekonval,
- lægeærenpris,
- blåbær,
- tormentil,
- pillestar,
- håret frytle,
- lyngsnerre,
- gyvel,
- tyttebær
- hedelyng